# 佐治·伊洛高比
佐治·厄約·伊洛高比（英語：George Nganyuo Elokobi，1986年1月31日—），喀麥隆足球運動員，司職後衛，現效力英超球會狼隊。
雖然憑出生地有資格代表索馬里國家隊，但他的父母皆是喀麥隆人，而且他在喀麥隆城市甘巴（Kumba）長大，所以他選擇代表喀麥隆國家隊。

## 生平
當伊洛高比於2002年從喀麥隆到達英格蘭後，他加入非聯賽球隊杜維治頭盔（Dulwich Hamlet），2004年進入聯賽球隊高車士打。在球隊的首季未能上位，於2005年年初被外借至由名宿魯殊領軍的車士打城。在車士打合共上陣5場，當中包括首次職業足球比賽，於2005年1月29日對史雲斯。可是，車士打在有伊洛高比所上陣的五場比賽全數落敗，在最後一場對梳士貝利的比賽更被罰離場。
伊洛高比返回利亞路球場（Layer Road），在球會由英甲升班的球季上陣12場。2005年9月24日1:1賽和哈特斯菲爾德的聯賽取得首個入球。
2006/07年球季再代表球會上陣10場，球會穩定英冠席位，他並在翌季初期成為一隊常規球員。可是，球隊在棄用他數場賽事後，他提出轉會要求。他受到多家英冠球會垂青，狼隊於2008年1月31日簽進伊洛高比，簽約兩年半，轉會費未有透露。
伊洛高比迅速成為摩連紐斯（Molineux Stadium）的正選左閘，但在2008/09年球季只進行了三場比賽，他便因膝部韌帶撕裂而提早「收咧」，只在聯賽煞科戰主場對唐卡士打才傷癒復出，他在85分鐘後備入替。2008年接受天空體育訪問備受矚目。
2009年，伊洛高比和這支密德兰球會簽下新約，於2011年才屆滿。2010年8月20日伊洛高比與狼隊再續約至2013年，並有權優先續約1年。
但到了2011/12年球季伊洛高比開始失去正選席位，上半季12場上陣僅有3次正選登場，於2012年2月9日以借用身份加盟英冠護級球隊諾定咸森林直到球季結束。

## 榮譽
狼隊
- 英格蘭足球冠軍聯賽冠軍: 2008/09年；

## 外部連結
- 官網資料
- 足球数据库：佐治·伊洛高比的球员统计数据